# Frances McDormand
Frances McDormand (født 23. juni 1957) er en amerikansk skuespillerinde.
Hun er gift med filminstruktøren Joel Coen.

## Udvalgt filmografi
- Blood Simple (1985)
- Mississippi Burning (1988)
- Darkman (1990) and sequel
- Short Cuts (1993)
- Primal Fear (1996)
- Fargo (1996, Oscar for bedste kvindelige hovedrolle)
- Almost Famous (2000)
- Wonder Boys (2000)
- The Man Who Wasn't There (2001)
- Laurel Canyon (2002)
- North Country (2005)
- Miss Pettigrew Lives for a Day (2008)
- Burn After Reading (2008)
- This Must Be the Place (2011)
- Transformers 3 (2011)
- Moonrise Kingdom (2012)
- Madagaskar 3 (2012)
- Promised Land (2012)
- The Good Dinosaur (2015)
- Hail, Caesar! (2016)
- Three Billboards Outside Ebbing, Missouri (2017)
- Isle of Dogs (2018)
- Nomadland (2020)